# Dom Rodzinny Ojca Świętego Jana Pawła II w Wadowicach
Dom Rodzinny Ojca Świętego Jana Pawła II w Wadowicach – muzeum w domu rodzinnym papieża Jana Pawła II mieszczące się przy ulicy Kościelnej 7 (dawniej Rynek 2) w Wadowicach obok Bazyliki Ofiarowania NMP, dokumentujące życie i działalność kapłańską, a także związki papieża z Wadowicami.
Misją Muzeum jest upamiętnianie i upowszechnianie wiedzy na temat życia i nauczania Ojca Świętego Jana Pawła II, którego pontyfikat i przesłanie zajmuje wyjątkowe miejsce w polskim dziedzictwie narodowym. Muzeum stara się przekazywać kolejnym pokoleniom osobę Jana Pawła II – jako wzór człowieka szlachetnego, mądrego, otwartego na innych ludzi, cieszącego się autorytetem i szacunkiem.
Muzeum zwiedzane jest przez około 250 tys. turystów rocznie.

## Historia

### Historia kamienicy
W XIX wieku kamienicę, będąca obecnie siedzibą muzeum, posiadał wiceburmistrz Wadowic, farmaceuta Seweryn Kurowski, uczestnik  powstania styczniowego. W 1905 nabył ją cukiernik Józef Lisko, który w 1911 odsprzedał ją kupcowi Chaimowi Bałamuthowi, prezesowi gminy żydowskiej i radnemu miejskiemu. Właściciel posiadał na parterze od strony rynku sklep z artykułami technicznymi i elektrycznymi, od strony podwórza wynajmował pomieszczenia zakładowi introligatorskiemu Adolfa Zadory, natomiast piętro przeznaczył na lokale czynszowe.

### Jan Paweł II
Małżeństwo Karol i Emilia Wojtyłowie z synem Edmundem wynajęli mieszkanie w gmachu obecnego muzeum w 1919 i mieszkali tam do 1938. 18 maja 1920 w sypialni przyszedł na świat Karol Wojtyła, późniejszy Jan Paweł II. W tym domu zmarła też 13 kwietnia 1929 Emilia Wojtyła, matka papieża.
Karol Wojtyła (junior) mieszkał tam przez cały okres nauki, aż do uzyskania matury w tutejszym Państwowym Gimnazjum Męskim im. Marcina Wadowity.

### Utworzenie muzeum
30 lat Muzeum
- 18 maja 1984 – otwarcie Muzeum w 64. rocznicę urodzin Jana Pawła II. Obsługę muzeum stanowiły Siostry Nazaretanki. Aranżację wystawy wykonano według projektu prof. Marka Rostworowskiego;
- 1984-2010 – muzeum funkcjonuje jako jednostka Archidiecezji Krakowskiej i ma charakter wystawy stałej. W jego skład wchodziło dawne, dwupokojowe mieszkanie Wojtyłów, złożone z sypialni i salonu oraz kuchni.   W miarę pozyskiwania eksponatów w skład muzeum włączono także przyległe do mieszkania Wojtyłów pomieszczenia pierwszego piętra;
- marzec 2006 – budynek zostaje zakupiony przez Fundację Ryszarda Krauze od spadkobierców przedwojennych właścicieli budynku, a następnie – przekazany w darze Archidiecezji Krakowskiej;
- 2007–2008 – przygotowanie koncepcji nowej ekspozycji i wstępnego projektu przebudowy Muzeum Dom Rodzinny Ojca Świętego Jana Pawła II w Wadowicach. Projekt zakłada czterokrotne powiększenie ekspozycji do ok. 1200 m kw. na czterech kondygnacjach domu: piwnica, parter, pierwsze piętro i poddasze;
- 6 kwietnia 2009 – przeniesienie nabytych przez Fundację Ryszarda Krauze praw autorskich do koncepcji i wstępnego projektu wystawy na Archidiecezję Krakowską;
- 16 października 2009 – podpisanie listu intencyjnego, w którym cztery podmioty: Minister Kultury i Dziedzictwa Narodowego, Województwo Małopolskie, Archidiecezja Krakowska i Gmina Wadowice wyraziły wolę utworzenia nowej instytucji kultury Muzeum Dom Rodzinny Ojca Świętego Jana Pawła II w Wadowicach;
- 12 kwietnia 2010 – podpisanie umowy o utworzeniu Muzeum przez powyższe podmioty;
- 7 kwietnia 2011 – powołanie Rady Muzeum pod przewodnictwem ks. kard. Stanisława Ryłko;
- 18 maja 2011 – podpisanie umowy o dofinansowanie ze środków Małopolskiego Regionalnego Programu Operacyjnego w wysokości 10 366 208,89 zł w ramach środków Unii Europejskiej;
- 6 września 2010 do 27 marca 2013 – prace remontowo-budowlane w budynku.
- 28 lipca 2011 – podpisanie umowy na projekt i wykonanie nowej ekspozycji stałej;
- 10 kwietnia 2013 – podpisanie umowy na dostawę i montaż multimediów;
- 9 kwietnia 2014 – uroczyste otwarcie nowej ekspozycji stałej w przebudowanym budynku.

## Wnętrze

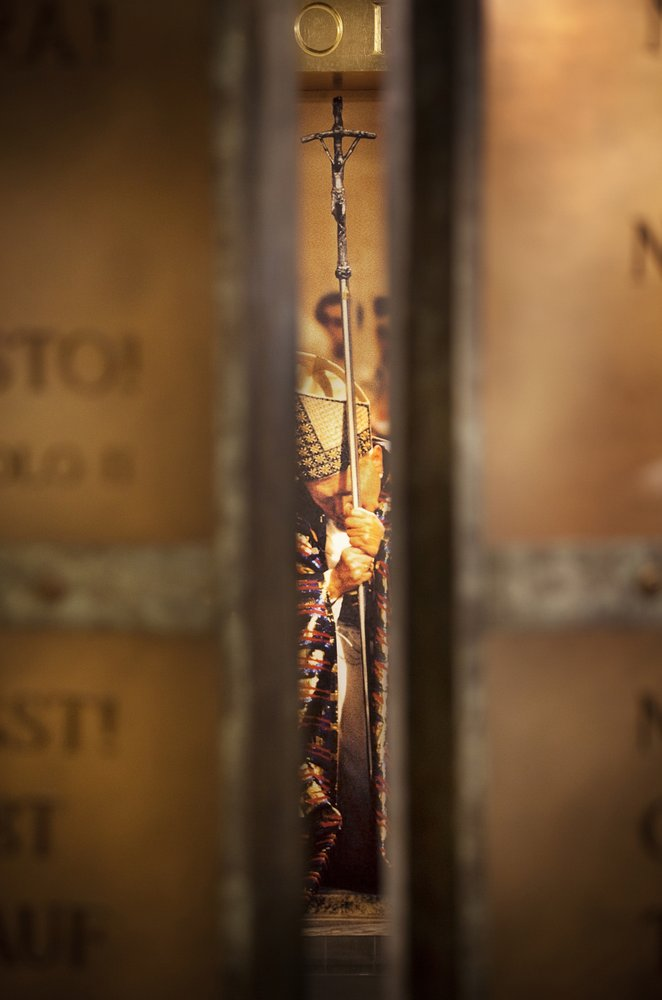
Fragment repliki Drzwi Świętych – w tle fragment ekspozycji kościół zbudowany na skale miłości

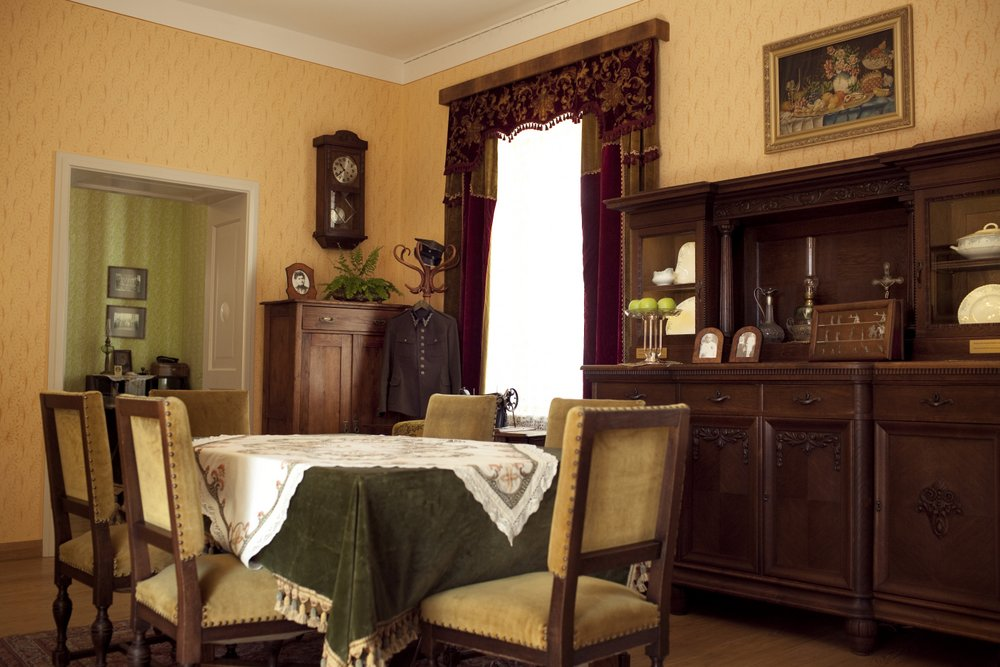
Salon Wojtyłów w Muzeum

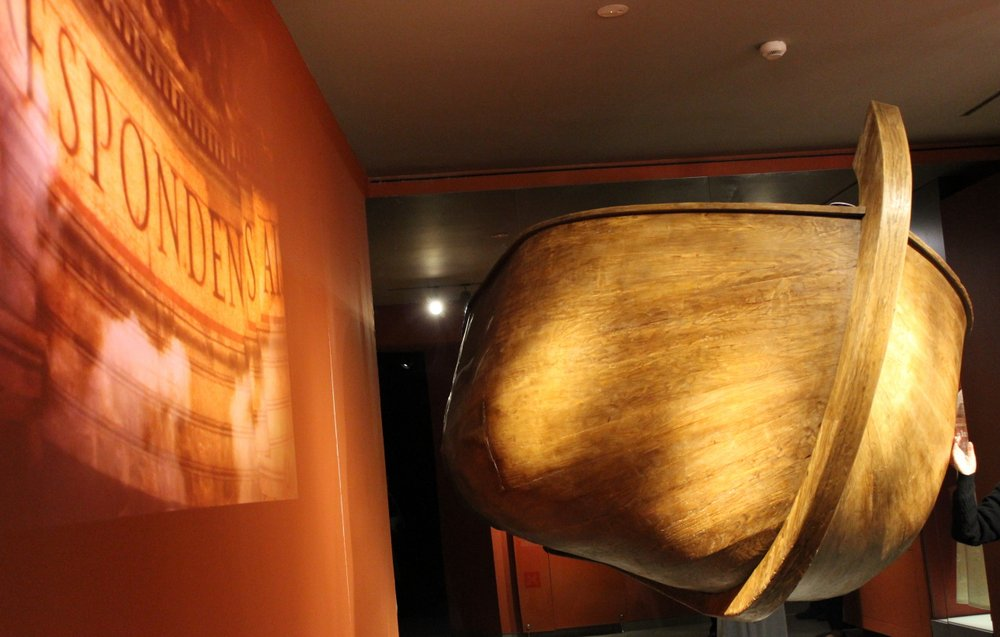
Fragment ekspozycji w Muzeum

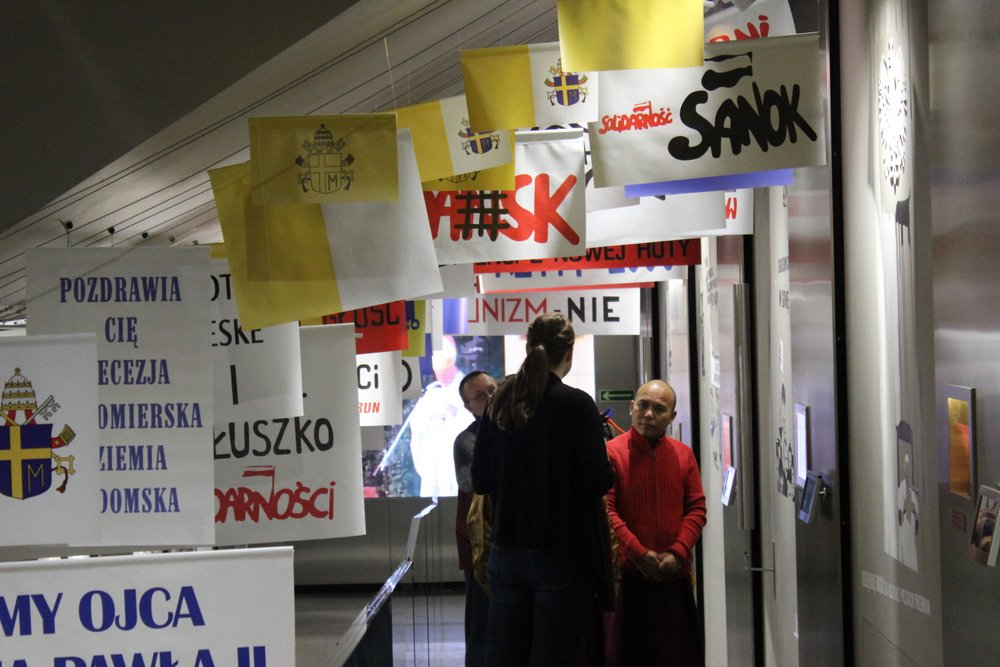
Ekspozycja dot. pielgrzymek Papieża do Polski

W skład Muzeum wchodzi dawne, dwupokojowe mieszkanie Wojtyłów, złożone z sypialni, salonu i kuchni. Ekspozycja powiększyła się z dawnych 200 m kw. do ponad 1200 m kw. na czterech kondygnacjach, m.in. dzięki powiększeniu i zaadaptowaniu piwnic oraz poddasza. Multimedia, animacje i autentyczne elementy ekspozycji pomagają oddać charakter spotkań Jana Pawła II z drugim człowiekiem.
Z wyposażenia z czasów zamieszkania przez rodzinę Wojtyłów pochodzi oryginalny kaflowy piec kuchenny, a także parę naczyń, półka, stolik i kosz na bieliznę. Również portrety rodzinne powróciły na swoje pierwotne miejsce. Na ekspozycję składają się zarówno eksponaty związane z latami przeżytymi w tej kamienicy (głównie fotografie Karola Wojtyły i jego rodziny, kopie świadectw szkolnych i dyplomów), jak i dokumenty z życia studenckiego, a potem kapłańskiego w Krakowie i Watykanie, w tym m.in. różne dokumenty podpisane przez Wojtyłę, cztery jego sutanny z różnych etapów kariery duchownej: kapłańska, biskupia, kardynalska, papieska, ale także czapka i modlitewnik.
Wiele zdjęć z pontyfikatu papieża jest autorstwa Adama Bujaka.
Sportowo – turystyczne zainteresowania Karola Wojtyły przypominają jego narty, wiosło i plecak, a pasję literacką kilka rękopisów (m.in. sztuki Brat naszego Boga).

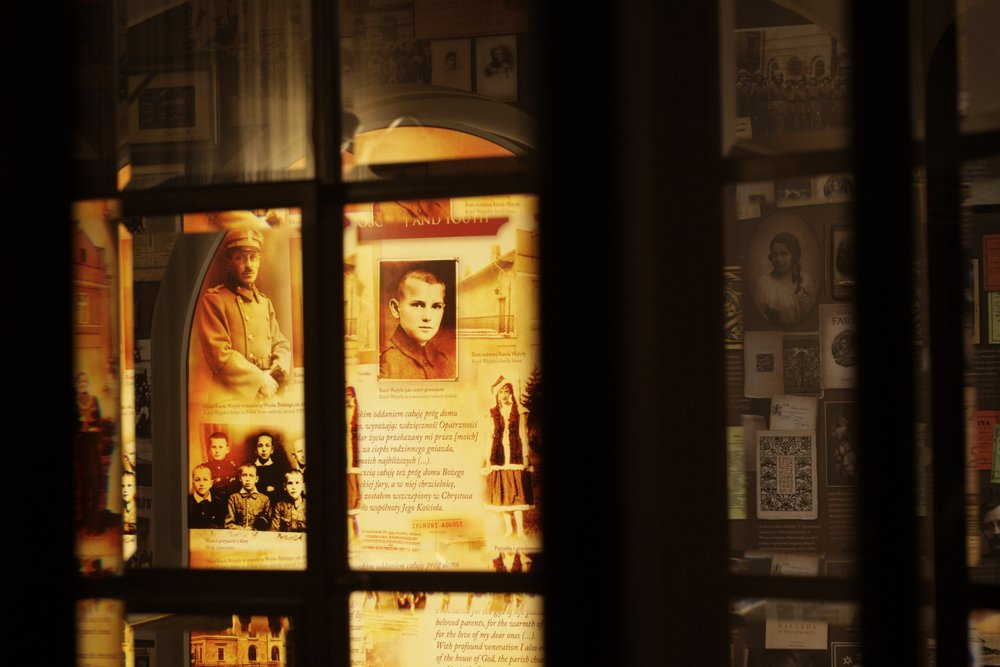
Mała Ojczyzna – fragment ekspozycji

## Rozbudowa muzeum
W 2009 roku przygotowano projekt przebudowy Muzeum Domu Rodzinnego Ojca Świętego Jana Pawła II w Wadowicach. Projekt zakładał czterokrotne powiększenie ekspozycji do ponad 1000 m kw. na czterech kondygnacjach: piwnica, parter, pierwsze piętro i poddasze.
Mieszkanie Wojtyłów i sklep Balamutha, mieszczące się w kamienicy, jak również sam budynek, odzyskały wygląd z lat 20. XX wieku, rozkład sal w muzeum został uporządkowany tematycznie i chronologicznie, zainstalowano nowoczesne urządzenia multimedialne.
Rozbudowa Muzeum była wspólnie finansowana przez Ministerstwo Kultury i Dziedzictwa Narodowego, Urząd Marszałkowski Województwa Małopolskiego, Kurię Metropolitarną w Krakowie i Gminę Wadowice. Muzeum Dom Rodzinny Ojca Świętego Jana Pawła II zostało zaprojektowane przez Pracownię Kłaput Project – twórców koncepcji m.in. Muzeum Powstania Warszawskiego, cieszącego się dużym uznaniem.
Prace remontowe prowadzone były w okresie 2010–2014. Uroczyste otwarcie nowego Muzeum miało miejsce 9 kwietnia 2014.